# Pachomius Cả
Thánh Đại Phakhômiô (tiếng Hy Lạp: Παχώμιος Pakhomios, kh. 292–348), thường được công nhận là người sáng lập lối sống đan tu cộng đoàn trong Kitô giáo. Ông được người Copt mừng kính vào ngày 9 tháng 5 trong khi Công giáo Rôma và Chính thống giáo Đông phương mừng vào ngày 15 tháng 5. Trong giáo hội Lutheran, ông được nhớ đến là người canh tân giáo hội, cùng với đan sĩ đồng hành ở sa mạc Antôn Cả, vào ngày 17 tháng 1.
Thánh Pa-cô-mi-ô được coi như khai sinh cho đời sống cộng đoàn. Xuất thân từ một gia đình ngoại giáo ở Ai - Cập, khi lên 20 tuổi Pacomiô bị cưỡng bách tòng quân và phục dịch ở trên sông Nil.